# Deseado (rijeka)
Deseado je rijeka u Argentini, u provinciji Santa Cruz. Rijeka izvire u Andama na sjeverozapadu provincije, teče 615 km do Atlantskog oceana.
Značajnije pritoke su joj rijeka Pinturas i rijeka Fénix.
U donjem tijeku rijeka je važna za navodnjavanje. Rijeka se ulijeva u Atlantski ocean kod grada Puerta Deseada, gdje njen estuarij oblikuje prirodnu. U dijela svog tijeka kroz sušna područja rijeka ponekad presuši i nestane, te se pojavi prije Perto Deseadoa.
Naziv potječe od engleske riječi Desire (hrvatski: želja, strast), prema imenu jednog od dvaju brodova engleskog istraživača Johna Daviesa.